# Neoallochernes incertus
Neoallochernes incertus är en spindeldjursart som beskrevs av William B. Muchmore 1992. Neoallochernes incertus ingår i släktet Neoallochernes och familjen blindklokrypare. Inga underarter finns listade i Catalogue of Life.